# Запис Петровића храст (Лебина)
Запис Петровића храст (Лебина) се налази на парцели чији је власник Петровић Стојан.

## Локација
| Општина             | Параћин                                                          |
| Катастарска општина | Лебина                                                           |
| Потес               | Стари друм                                                       |
| Координате          | 43° 49′ 37″ С; 21° 26′ 10″ И / 43.826900000000002° С; 21.4361° И |
| Надморска висина    | 145m                                                             |

## Карактеристике
Дендрометријске вредности утврђене на терену и сателитским снимцима:
| Стабло                     | Храст |
| Висина стабла              | m     |
| Обим дебла                 | m     |
| Пречник крошње             | 12m   |
| Пречник дебла              | m     |
| Висина дебла до прве гране | m     |

## База записа
Запис је у оквиру Викимедија пројекта "Запис - Свето дрво" заведен под редним бројем 0012.